# الکساندر کابلاش
الکساندر کابلاش (اوکراینی: Олександр Геннадійович Каблаш؛ زادهٔ ۵ سپتامبر ۱۹۸۹) بازیکن فوتبال اهل اوکراین است.
از باشگاه‌هایی که در آن بازی کرده‌است می‌توان به باشگاه فوتبال اکراناس، باشگاه فوتبال ماریوپول، باشگاه فوتبال تاوریا سیمفروپول، باشگاه فوتبال نسف قرشی، باشگاه فوتبال چورنومورتس اودسا، باشگاه فوتبال سغد جیزک، و باشگاه فوتبال استقلال دوشنبه اشاره کرد.
وی همچنین در تیم‌های ملی فوتبال Ukraine national under-17 football team و Ukraine national under-19 football team بازی کرده‌است.